# Dansk stumfilm
Dansk stumfilm er en dansk dokumentarfilm fra 1994 instrueret af Camilla Kjærulff.

## Handling
De danske stumfilm er en betydningsfuld kulturarv. Trods det er de ved at blive glemt. Er de overhovedet værd at huske? Hvilken kultur bør man huske?